# Björn Schröder
Björn Schröder (født 27. oktober 1980 i Berlin) er en tidligere professionel tysk landevejscykelrytter. Han cyklede fra 2006 til 2010 for det italienske ProTour-hold Milram. Han sluttede sin professionelle karriere hos tyske Team Stölting i 2013.